# THE PARTY REMIX
『THE PARTY REMIX』（ザ パーティー リミックス）は、日本の歌手、藤井フミヤのリミックス・アルバムである。2002年7月31日にソニー・ミュージックアソシエイテッドレコーズから発売された。

## 概要
藤井フミヤのアルバム『EQUAL』のリミックス・アルバムである。制作者の意図により歌詞は省略された部分がある、初回限定盤には特製ステッカーが封入されていた。

## 収録曲
1. 、WINK（edgy reggae soul remix）
作詞 Fumiya Fujii 作曲 GotaRemixed by Ian Sherwin and Richard Searle
2. 、Brand new love（ibizian sunset mix）
作詞 Fumiya Fujii 作曲 Gota Remixed by Jimmy Gomez at Westpoint studios,London
3. 、Blue fire（ookami mix）
作詞 Fumiya Fujii 作曲 Gota  Remixed by Silver Pill
4. 、SEVEN WONDERS（left hook 2step mix）
作詞 Fumiya Fujii 作曲 Gota Remixed by Left Hook
5. 、You may（space lounge mix）
作詞 Fumiya Fujii 作曲 Fumiya Fujii ＆ Gota Remixed by Jimmy Gomez at Westpoint studios,London